# Grand Prix automobile du Canada 2018
GP précédent GP suivant
Le Grand Prix automobile du Canada 2018 (Formula 1 Grand Prix Heineken du Canada 2018) disputé le 10 juin 2018 sur le Circuit Gilles-Villeneuve, est la 983e épreuve du championnat du monde de Formule 1 courue depuis 1950. Il s'agit de la 49e édition du Grand Prix du Canada comptant pour le championnat du monde de Formule 1, la trente-neuvième disputée sur le circuit temporaire de l'Île Notre-Dame de Montréal et la septième manche du championnat 2018.
Alors que la Scuderia Ferrari n'avait pas obtenu la pole position sur le circuit de l'île Notre-Dame depuis Michael Schumacher en 2001, Sebastian Vettel se montre deux fois le plus rapide lors de la troisième phase des qualifications, bat le record du tracé à 221,859 km/h de moyenne et part en tête pour la quatrième fois de la saison, pour la cinquante-quatrième fois de sa carrière et pour la quatrième fois à Montréal depuis 2011. Sur la première ligne, il devance Valtteri Bottas de 93 millièmes de seconde. Lewis Hamilton commet trop d'erreurs lors de ses deux tentatives et doit se contenter d'un départ en deuxième ligne, derrière Max Verstappen. De la même façon, Kimi Räikkönen mord le gazon au premier virage de son dernier tour rapide ; auteur du cinquième temps, il part en troisième ligne devant Daniel Ricciardo. Les meilleurs pilotes derrière ceux des trois écuries de pointe sont Nico Hülkenberg et Esteban Ocon sur la quatrième ligne.
Sebastian Vettel mène l'épreuve du premier au dernier tour et permet à Ferrari de gagner à Montréal après quatorze ans d'attente. Le pilote allemand s'impose pour la troisième fois de la saison et remporte la cinquantième victoire de sa carrière. Un spectaculaire accrochage au virage no 6, provoqué par Lance Stroll qui percute Brendon Hartley, conduit à la sortie de la voiture de sécurité lors des quatre premiers tours. Vettel gère parfaitement la relance et n'est jamais inquiété par Valtteri Bottas qui roule en deuxième position tout du long, tout comme Max Verstappen qui évolue derrière le Finlandais et termine dans ses échappements en réalisant le meilleur tour en course dans sa 65e boucle. Daniel Ricciardo prend le meilleur sur Kimi Räikkönen au départ puis sur Lewis Hamilton dans les stands pour finir quatrième. En difficulté durant tout le weekend, le quadruple champion du monde britannique parvient à se classer cinquième, devant Räikkönen. L'écart entre les écuries de pointe et le reste du plateau est matérialisé par le fait que les six premiers se tiennent en 27 secondes tandis que tous les autres sont relégués à un tour, voire plus, à commencer par les Renault de Nico Hülkenberg et Carlos Sainz Jr. qui se classent septième et huitième. Esteban Ocon a roulé devant elles en prenant un bon départ mais un arrêt au stand trop long le repousse au quatorzième rang ; il remonte jusqu'au neuvième rang, sans avoir atteint son objectif de battre les Renault. Enfin, treizième sur la grille et à la lutte avec Fernando Alonso durant une bonne partie de la course, Charles Leclerc profite de l'abandon de son rival pour prendre le dernier point en jeu. 
Sebastian Vettel, avec 121 points, reprend la tête du championnat après sept manches, un point devant Lewis Hamilton (120 points). Valtteri Bottas (86 points) repasse devant Daniel Ricciardo (84 points) qui précède  Kimi Räikkönen (68 points) et Max Verstappen (50 points). Mercedes (206 points) reste en tête du championnat du monde des constructeurs devant Ferrari (189 points) et Red Bull Racing (134 points) ; suivent Renault (56 points), McLaren (40 points), Force India (28 points),  Haas (19 points) et Scuderia Toro Rosso (19 points) puis Sauber (12 points) et Williams (4 points).

## Pneus disponibles
| Pneus pour piste sèche | Pneus pour piste sèche | Pneus pour piste sèche | Pneus pluie    | Pneus pluie |
| ---------------------- | ---------------------- | ---------------------- | -------------- | ----------- |
| Hyper tendres          | Ultra tendres          | Super tendres          | Intermédiaires | Pluie       |

## Essais libres

### Première séance, le vendredi de 10 h à 11 h 30
| Pos. | Pilote           | Voiture            | Chrono         | Écart     |
| ---- | ---------------- | ------------------ | -------------- | --------- |
| 1    | Max Verstappen   | Red Bull-TAG Heuer | 1 min 13 s 302 |           |
| 2    | Lewis Hamilton   | Mercedes           | 1 min 13 s 390 | + 0 s 088 |
| 3    | Daniel Ricciardo | Red Bull-TAG Heuer | 1 min 13 s 518 | + 0 s 216 |
| 4    | Sebastian Vettel | Ferrari            | 1 min 13 s 574 | + 0 s 272 |
| 5    | Valtteri Bottas  | Mercedes           | 1 min 13 s 617 | + 0 s 315 |
| 6    | Kimi Räikkönen   | Ferrari            | 1 min 13 s 727 | + 0 s 425 |

- Nicholas Latifi, pilote-essayeur chez Force India, remplace Sergio Pérez lors de cette séance d'essais ; il réalise le dix-neuvième temps en 1 min 17 s 145[2]. C'est la première fois depuis le début de la saison qu'un pilote-essayeur est envoyé en piste lors d'une session de préparation d'un Grand Prix.

### Deuxième séance, le vendredi de 14 h à 15 h 30
| Pos. | Pilote           | Voiture            | Chrono         | Écart     |
| ---- | ---------------- | ------------------ | -------------- | --------- |
| 1    | Max Verstappen   | Red Bull-TAG Heuer | 1 min 12 s 198 |           |
| 2    | Kimi Räikkönen   | Ferrari            | 1 min 12 s 328 | + 0 s 130 |
| 3    | Daniel Ricciardo | Red Bull-TAG Heuer | 1 min 12 s 603 | + 0 s 405 |
| 4    | Lewis Hamilton   | Mercedes           | 1 min 12 s 777 | + 0 s 579 |
| 5    | Sebastian Vettel | Ferrari            | 1 min 12 s 985 | + 0 s 787 |
| 6    | Valtteri Bottas  | Mercedes           | 1 min 13 s 061 | + 0 s 863 |

### Troisième séance, le samedi de 11 h à 12 h
| Pos. | Pilote           | Voiture            | Chrono         | Écart     |
| ---- | ---------------- | ------------------ | -------------- | --------- |
| 1    | Max Verstappen   | Red Bull-TAG Heuer | 1 min 11 s 599 |           |
| 2    | Sebastian Vettel | Ferrari            | 1 min 11 s 648 | + 0 s 049 |
| 3    | Kimi Räikkönen   | Ferrari            | 1 min 11 s 650 | + 0 s 051 |
| 4    | Lewis Hamilton   | Mercedes           | 1 min 11 s 706 | + 0 s 107 |
| 5    | Daniel Ricciardo | Red Bull-TAG Heuer | 1 min 12 s 153 | + 0 s 554 |
| 6    | Valtteri Bottas  | Mercedes           | 1 min 12 s 255 | + 0 s 656 |

## Séance de qualifications

### Résultats des qualifications
| Pos.                                                                                      | Pilote            | Écurie               | Qualifications 1 | Qualifications 2 | Qualifications 3 |
| ----------------------------------------------------------------------------------------- | ----------------- | -------------------- | ---------------- | ---------------- | ---------------- |
| 1                                                                                         | Sebastian Vettel  | Ferrari              | 1 min 11 s 710   | 1 min 11 s 524   | 1 min 10 s 764   |
| 2                                                                                         | Valtteri Bottas   | Mercedes             | 1 min 11 s 950   | 1 min 11 s 514   | 1 min 10 s 857   |
| 3                                                                                         | Max Verstappen    | Red Bull-TAG Heuer   | 1 min 12 s 008   | 1 min 11 s 472   | 1 min 10 s 937   |
| 4                                                                                         | Lewis Hamilton    | Mercedes             | 1 min 11 s 835   | 1 min 11 s 740   | 1 min 10 s 996   |
| 5                                                                                         | Kimi Räikkönen    | Ferrari              | 1 min 11 s 725   | 1 min 11 s 620   | 1 min 11 s 095   |
| 6                                                                                         | Daniel Ricciardo  | Red Bull-TAG Heuer   | 1 min 12 s 459   | 1 min 11 s 434   | 1 min 11 s 116   |
| 7                                                                                         | Nico Hülkenberg   | Renault              | 1 min 12 s 795   | 1 min 11 s 916   | 1 min 11 s 973   |
| 8                                                                                         | Esteban Ocon      | Force India-Mercedes | 1 min 12 s 577   | 1 min 12 s 141   | 1 min 12 s 084   |
| 9                                                                                         | Carlos Sainz Jr.  | Renault              | 1 min 12 s 689   | 1 min 12 s 097   | 1 min 12 s 168   |
| 10                                                                                        | Sergio Pérez      | Force India-Mercedes | 1 min 12 s 702   | 1 min 12 s 395   | 1 min 12 s 671   |
| 11                                                                                        | Kevin Magnussen   | Haas-Ferrari         | 1 min 12 s 680   | 1 min 12 s 606   |                  |
| 12                                                                                        | Brendon Hartley   | Toro Rosso-Honda     | 1 min 12 s 587   | 1 min 12 s 635   |                  |
| 13                                                                                        | Charles Leclerc   | Sauber-Ferrari       | 1 min 12 s 945   | 1 min 12 s 661   |                  |
| 14                                                                                        | Fernando Alonso   | McLaren-Renault      | 1 min 12 s 979   | 1 min 12 s 856   |                  |
| 15                                                                                        | Stoffel Vandoorne | McLaren-Renault      | 1 min 12 s 998   | 1 min 12 s 865   |                  |
| 16                                                                                        | Pierre Gasly      | Toro Rosso-Honda     | 1 min 13 s 047   |                  |                  |
| 17                                                                                        | Lance Stroll      | Williams-Mercedes    | 1 min 13 s 590   |                  |                  |
| 18                                                                                        | Sergey Sirotkin   | Williams-Mercedes    | 1 min 13 s 643   |                  |                  |
| 19                                                                                        | Marcus Ericsson   | Sauber-Ferrari       | 1 min 14 s 593   |                  |                  |
| Temps minimal à réaliser pour la qualification : 1 min 16 s 729 (107 % de 1 min 11 s 710) |                   |                      |                  |                  |                  |
| Nq.                                                                                       | Romain Grosjean   | Haas-Ferrari         | Pas de temps     |                  |                  |

### Grille de départ
- Victime d'une casse du moteur Ferrari de sa Haas VF-18, dès le début de la première phase qualificative, Romain Grosjean ne peut pas réaliser de temps ; les commissaires l'autorisent à prendre le départ sur le dernier emplacement de la grille[6].
- Pierre Gasly, auteur du seizième temps, est pénalisé d'un recul de dix places après le changement de l'ensemble de son groupe propulseur ; à la suite du repêchage de Grosjean, il part de la dix-neuvième place[7].

## Course

### Classement de la course
| Pos. | no | Pilote            | Écurie               | Tours | Temps/Abandon                      | Grille | Points |
| ---- | -- | ----------------- | -------------------- | ----- | ---------------------------------- | ------ | ------ |
| 1    | 5  | Sebastian Vettel  | Ferrari              | 68    | 1 h 28 min 31 s 877 (200,977 km/h) | 1      | 25     |
| 2    | 77 | Valtteri Bottas   | Mercedes             | 68    | + 7 s 376                          | 2      | 18     |
| 3    | 33 | Max Verstappen    | Red Bull-TAG Heuer   | 68    | + 8 s 360                          | 3      | 15     |
| 4    | 3  | Daniel Ricciardo  | Red Bull-TAG Heuer   | 68    | + 20 s 892                         | 6      | 12     |
| 5    | 44 | Lewis Hamilton    | Mercedes             | 68    | + 21 s 559                         | 4      | 10     |
| 6    | 7  | Kimi Räikkönen    | Ferrari              | 68    | + 27 s 184                         | 5      | 8      |
| 7    | 27 | Nico Hülkenberg   | Renault              | 67    | + 1 tour                           | 7      | 6      |
| 8    | 55 | Carlos Sainz Jr.  | Renault              | 67    | + 1 tour                           | 9      | 4      |
| 9    | 31 | Esteban Ocon      | Force India-Mercedes | 67    | + 1 tour                           | 8      | 2      |
| 10   | 16 | Charles Leclerc   | Sauber-Ferrari       | 67    | + 1 tour                           | 13     | 1      |
| 11   | 10 | Pierre Gasly      | Toro Rosso-Honda     | 67    | + 1 tour                           | 19     |        |
| 12   | 8  | Romain Grosjean   | Haas-Ferrari         | 67    | + 1 tour                           | 20     |        |
| 13   | 20 | Kevin Magnussen   | Haas-Ferrari         | 67    | + 1 tour                           | 11     |        |
| 14   | 11 | Sergio Pérez      | Force India-Mercedes | 67    | + 1 tour                           | 10     |        |
| 15   | 9  | Marcus Ericsson   | Sauber-Ferrari       | 66    | + 2 tours                          | 18     |        |
| 16   | 2  | Stoffel Vandoorne | McLaren-Renault      | 66    | + 2 tours                          | 15     |        |
| 17   | 35 | Sergey Sirotkin   | Williams-Mercedes    | 66    | + 2 tours                          | 17     |        |
| Abd. | 14 | Fernando Alonso   | McLaren-Renault      | 40    | Échappement                        | 14     |        |
| Abd. | 18 | Lance Stroll      | Williams-Mercedes    | 0     | Accrochage avec Hartley            | 16     |        |
| Abd. | 28 | Brendon Hartley   | Toro Rosso-Honda     | 0     | Accrochage avec Stroll             | 12     |        |

### Pole position et record du tour
- Pole position :  Sebastian Vettel (Ferrari) en 1 min 10 s 764 (221,859 km/h)[9].
- Meilleur tour en course :  Max Verstappen (Red Bull-TAG Heuer) en  1 min 13 s  864 (212,547 km/h) au soixante-cinquième tour[10].

### Tours en tête
- Sebastian Vettel (Ferrari) : 68 tours (1-68)[11].

## Classements généraux à l'issue de la course
| Pos. | Pilote            | Écurie               | Points |
| ---- | ----------------- | -------------------- | ------ |
| 1    | Sebastian Vettel  | Ferrari              | 121    |
| 2    | Lewis Hamilton    | Mercedes             | 120    |
| 3    | Valtteri Bottas   | Mercedes             | 86     |
| 4    | Daniel Ricciardo  | Red Bull-TAG Heuer   | 84     |
| 5    | Kimi Räikkönen    | Ferrari              | 68     |
| 6    | Max Verstappen    | Red Bull-TAG Heuer   | 50     |
| 7    | Fernando Alonso   | McLaren-Renault      | 32     |
| 8    | Nico Hülkenberg   | Renault              | 32     |
| 9    | Carlos Sainz Jr.  | Renault              | 24     |
| 10   | Kevin Magnussen   | Haas-Ferrari         | 19     |
| 11   | Pierre Gasly      | Toro Rosso-Honda     | 18     |
| 12   | Sergio Pérez      | Force India-Mercedes | 17     |
| 13   | Esteban Ocon      | Force India-Mercedes | 11     |
| 14   | Charles Leclerc   | Sauber-Ferrari       | 10     |
| 15   | Stoffel Vandoorne | McLaren-Renault      | 8      |
| 16   | Lance Stroll      | Williams-Mercedes    | 4      |
| 17   | Marcus Ericsson   | Sauber-Ferrari       | 2      |
| 18   | Brendon Hartley   | Toro Rosso-Honda     | 1      |

| Pos. | Écurie               | Points |
| ---- | -------------------- | ------ |
| 1    | Mercedes             | 206    |
| 2    | Ferrari              | 189    |
| 3    | Red Bull-TAG Heuer   | 134    |
| 4    | Renault              | 56     |
| 5    | McLaren-Renault      | 40     |
| 6    | Force India-Mercedes | 28     |
| 7    | Toro Rosso-Honda     | 19     |
| 8    | Haas-Ferrari         | 19     |
| 9    | Sauber-Ferrari       | 12     |
| 10   | Williams-Mercedes    | 4      |

## Statistiques
Le Grand Prix du Canada 2018 représente :
- la 54e pole position de Sebastian Vettel, sa quatrième de la saison et sa quatrième au Grand Prix du Canada[14] ;
- la 50e victoire de sa carrière pour Sebastian Vettel[15] ;
- le 14e Grand Prix mené de bout en bout par Sebastian Vettel[16] ;
- la 232e victoire pour Ferrari en tant que constructeur[17] ;
- la 233e victoire pour Ferrari en tant que motoriste[18].

Au cours de ce Grand Prix :
- le classement est établi au 68e des 70 tours prévus en raison d'une erreur de communication entre la plate-forme de départ, où la top model Winnie Harlow tient le drapeau à damier, et la personne chargée du départ et de l'arrivée. Winnie Harlow l'agite trop tôt sous le nez de Sebastian Vettel, averti de la méprise par son stand, qui continue toutefois sa course par sécurité[1] ;
- Daniel Ricciardo atteint la barre des 900 points inscrits en Formule 1[19] ;
- Valtteri Bottas passe la barre des 800 points inscrits en Formule 1 (802 points inscrits)[20] ;
- Sebastian Vettel est élu « Pilote du jour » lors d'un vote organisé sur le site officiel de la Formule 1[21] ;
- Emanuele Pirro (37 départs en Grands Prix de Formule 1, 3 points inscrits entre 1989 et 1991 et quintuple vainqueur des 24 Heures du Mans en 2000, 2001, 2002, 2006 et 2007) est nommé conseiller auprès des commissaires de course par la FIA pour les aider dans leurs jugements[22] ;
- Au lendemain du Grand Prix, toute la zone des stands est détruite pour faire place à des installations modernes sur trois étages dont bénéficieront les acteurs de la course de Formule 1 à partir de 2019[23].